# Tomaso Cecchino
Tomaso Cecchino (* um 1583 in Soave; † 31. August 1644 in Hvar) war ein italienischer Komponist.

## Leben
Cecchino besuchte die Scuola degli Accoliti in Verona und ging 1603 nach Dalmatien, wo er zeitweise Kapellmeister der Kathedrale von Split war. Diese Position hatte er bis 1607 und dann wieder ab 1613 inne, wahrscheinlich auf Betreiben des  Bischofs Markantun de Dominis. 1614 verließ er Split und wirkte bis zu seinem Lebensende als Domkapellmeister in Hvar.
Cecchino trug maßgeblich zur Verbreitung des monodischen Stils in Dalmatien bei. Seine Werke erfuhren auch in Mitteleuropa Beachtung, Michael Praetorius erwähnt ihn in seinem Syntagma musicum.